# Pierre-Jean Denef
Pierre-Jean De Nef (Gierle, 16 november 1774 – Turnhout, 13 november 1844) was een Zuid-Nederlands ondernemer en katholiek politicus.

## Levensloop

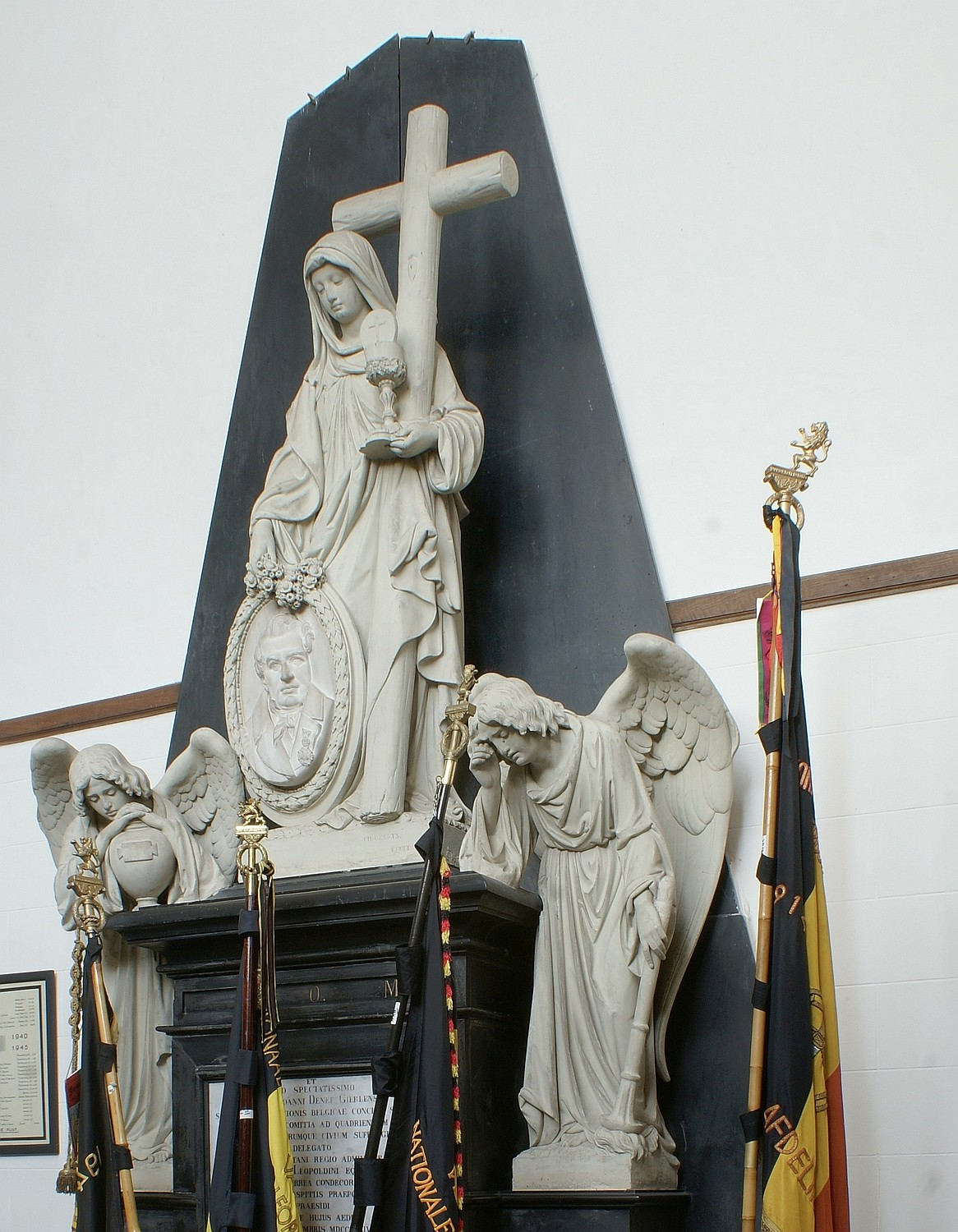
Grafmonument van Petrus Joannes Denef, in de Sint-Pieterskerk te Turnhout (gemaakt door beeldhouwer Karel Hendrik Geerts), geschonken door de leerlingen van de Latijnse School.

Hij werd geboren te Gierle, meer bepaald in het gehucht Pisselaar, dat thans de naam Het Laar draagt. De Nef deed studies in filosofie aan de Universiteit van Leuven. Daarna vestigde hij zich als lakenfabrikant en ook als handelaar in wijnen en alcoholische dranken.
Hij genoot groot aanzien voor de leiding die hij gaf aan de Latijnsche School te Turnhout, die hij in 1817 persoonlijk had opgericht teneinde onbemiddelde jongens op te leiden. Deze instelling verwierf bekendheid tot buiten de landsgrenzen. Twaalf jaar later, tussen 1829 en 1831 nam hij het gevestigde Latijnse College over en bleef dit leiden tot aan zijn dood. Na zijn overlijden in 1844 werd die instelling omgevormd tot het huidige Sint-Jozefcollege.
De Nef speelde een belangrijke faciliterende rol voor de katholieke missie naar de Verenigde Staten, die met name ingevuld is door de Jezuïeten. Hij regelde allerlei fondsen en betaalde in de jaren dertig maar liefst acht expedities vanuit Antwerpen, met daarin ook een groot contingent jonge missionarissen uit Noord-Brabant (ondanks de scheiding van België en Nederland). 
De Nef heeft actief opgetreden in Turnhout tijdens de Belgische Revolutie van 1830. Hij werd daarna tot lid verkozen van het Nationaal Congres voor het arrondissement Turnhout. Hij werd eveneens arrondissementscommissaris en was ter plaatse de leider van de katholieken. In het Nationaal Congres stemde hij voor de aanvaarding van de onafhankelijkheidsverklaring en voor de eeuwigdurende uitsluiting van de Nassaus. Hij gaf zijn voorkeur, eerst aan een inheemse prins en vervolgens aan hertog August van Leuchtenberg als staatshoofd, zo verklaarde hij, maar liet zich toch overtuigen om voor de hertog van Nemours te stemmen. Voor de functie van regent gaf hij zijn stem aan Félix de Merode. In juni stemde hij voor Leopold van Saksen Coburg en aanvaardde hij het Verdrag der XVIII artikelen.
Bij Koninklijk Besluit van 9 juli 1835 werd hij aangesteld als Ridder in de Leopoldsorde, en hij werd vereerd met het IJzeren Kruis.
Hij behoorde tot de vermogende inwoners van zijn arrondissement, en stond op de lijst van de verkiesbaren voor de Belgische Senaat. Volksvertegenwoordiger bleef hij van 1831 tot aan zijn schielijke dood te Turnhout tijdens de nacht van 12 op 13 november 1844. Hij werd op 15 november begraven in zijn geboortedorp Gierle, achter de kerk.
Daar De Nef zeer geliefd was ging zijn begrafenisstoet niet onopgemerkt voorbij. Om de doortocht goed te kunnen gadeslaan, had een menigte nieuwsgierigen post gevat op de gaanderij van de Lokerenmolen aan de weg naar Gierle. Eensklaps stortte de galerij onder het gewicht van de massa in, en de kijklustigen vielen bruusk ongeveer tien meter lager. Een van hen was op slag dood, vier anderen bezweken later aan hun verwondingen.

## Nagedachtenis
Leerlingen van de Latijnse school betuigden eer aan De Nef door het schenken van een grafmonument (gemaakt door beeldhouwer Karel Hendrik Geerts) dat is opgesteld in de kapel der overledenen in de Sint-Pieterskerk van Turnhout.
In zijn geboorteplaats Gierle is een De Nefstraat. Turnhout kent een Pieter de Nefstraat.